# NGC 5469
NGC 5469 је лентикуларна галаксија у сазвежђу Волар која се налази на NGC листи објеката дубоког неба.
Деклинација објекта је + 8° 38' 52" а ректасцензија 14h 12m 29,9s. Привидна величина (магнитуда) објекта NGC 5469 износи 14,1 а фотографска магнитуда 15,1. NGC 5469 је још познат и под ознакама CGCG 74-136, NPM1G +08.354, PGC 50740.